# Eduard Ender

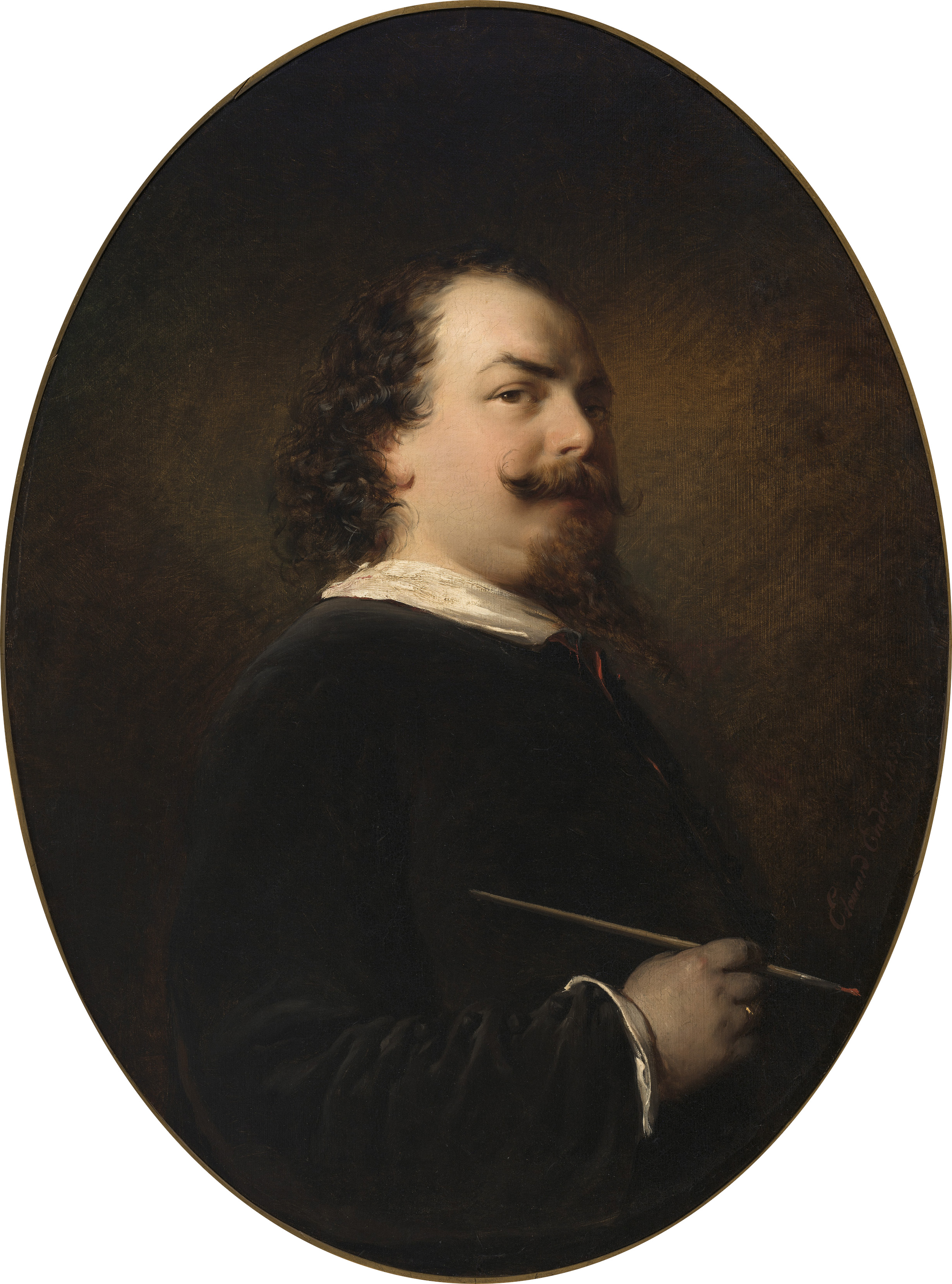
Selbstbildnis (1853)

Eduard Ender (* 3. März 1822 in Rom; † 28. Dezember 1883 in London) war ein österreichischer Maler.

## Leben
Ender war ein Sohn des Malers Johann Nepomuk Ender, von dem er auch seinen künstlerischen Unterricht erhielt. Sein Onkel Thomas Ender, der Zwillingsbruder seines Vaters, war Landschaftsmaler und Radierer. Sein Großvater war der Trödler Johann Ender. Seinen eigenen Stil fand Ender bald auch in der Historienmalerei. Er besuchte die Wiener Akademie der bildenden Künste und setzte seine Studien in Paris fort. Seit 1844 beschickte er die Ausstellungen in Wien, Deutschland und den Pariser Salon mit  phantasievollen Historien- und Genrebildern. Kritisiert wurde allerdings seine oft zu steif arrangierte Komposition, oder die Überfrachtung der Bilder mit Requisiten und zu grellem oder buntem Kolorit.

## Ehrungen (Auswahl)
- 1867: Königlich Preußischer Kronorden[3]
- Im Jahr 1922 wurde in Wien-Meidling (12. Bezirk) die Endergasse nach der Familie Ender benannt.

## Werke
- 1844: Wallenstein und Seni

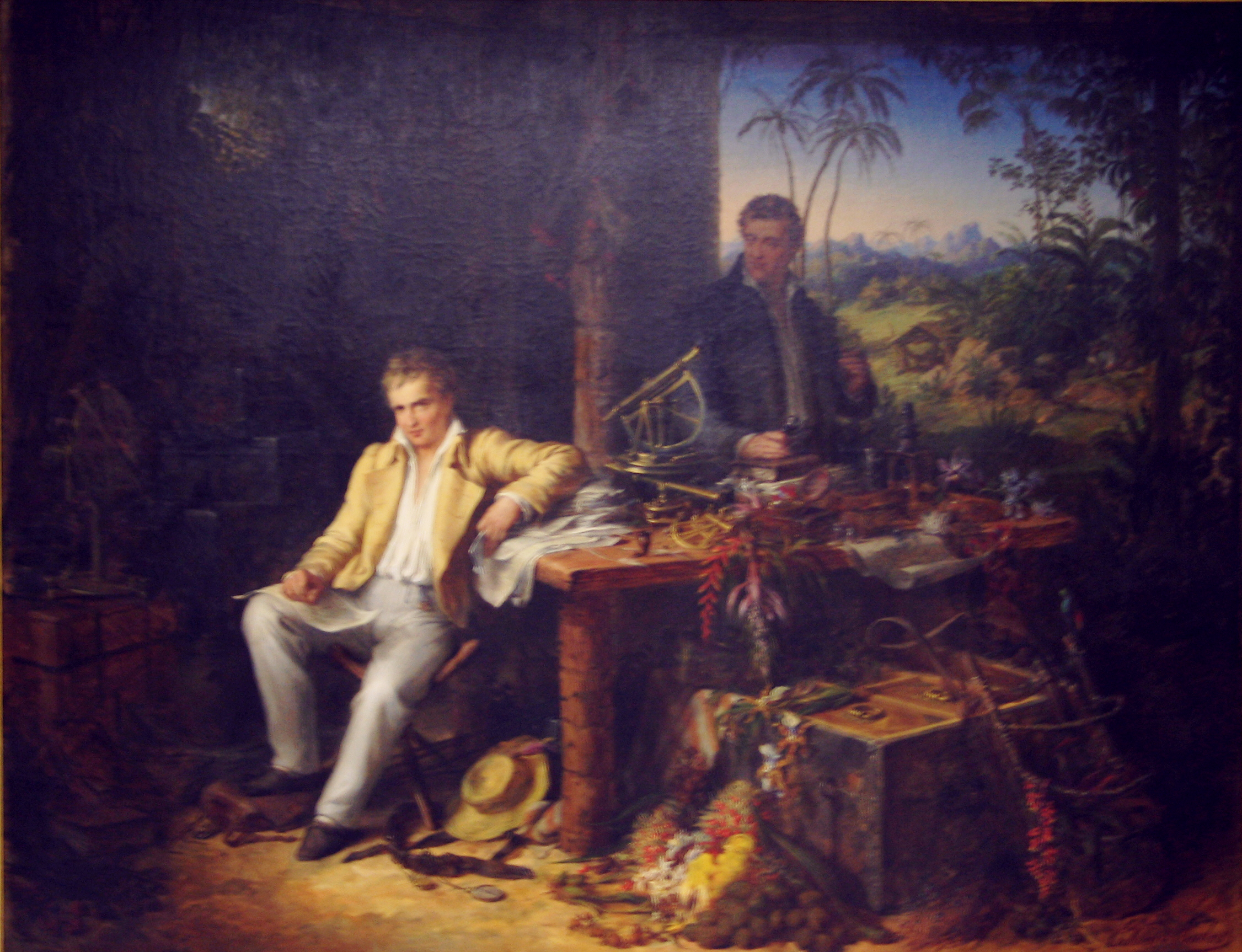
Alexander von Humboldt und Aimé Bonpland am Orinoco

- Franz I. im Atelier des Benvenuto Cellini in Fontainebleau
- Shakespeare, am Hof der Königin Elisabeth den „Macbeth“ vorlesend
- Der junge Mozart wird Maria Theresia vorgestellt
- Die Ausstellung der Hogarthschen Zeichnungen
- Kaiser Josephs Zusammentreffen mit Mozart
- Die Anekdote vom Ei des Kolumbus
- Schiller am Hof zu Weimar
- Rembrandt in seinem Atelier
- Eine Schachpartie zur Zeit Ludwigs XIV.
- 1852: Torquato Tasso am Hofe von Ferrara
- 1856: Kopernikus im Studierzimmer die Bahnen der Gestirne aufzeichnend
- 1857: Humboldt und Bonpland auf ihrer Reise ins Orinocogebiet zu Anfang des Jahrhunderts
- 1858: Philipp IV. im Atelier des Velasquez
- 1861: Rudolf IV., der Stifter, begleitet von seinem Hofstaate, besucht den Bauplatz des Stephandomes in Wien

Porträts
- Joseph Benesch und Friederike Benesch (1840)
- Bildnis des Johann Ender (1854, Vater des Künstlers, der als Pendant ein Bild seines Sohnes anfertigte)[4]
- Bartholomäus Denk (1858) und Anna Denk (1861)

Familienbildnisse
- Bildnis der Gemahlin des Künstlers (1861)
- Des Künstlers Knabe
- Des Künstlers Töchterchen
- Gattin und Tochter des Künstlers (Tochter = Paula Eder, geborene Ender)[5]